# Свирс, Исаак
Исаак Свирс или Айзек Свеерс (нидерл. Isaac Sweers; 1 января 1622, Неймеген — 21 августа 1673) — нидерландский адмирал, флотоводец XVII века.
Вице-адмирал Исаак Свирс родился в Неймегене. В отличие от большинства голландских флотоводцев, он не был из семьи моряков или связанных с морем. В 1641—1645 работал в Бразилии в качестве клерка и нотариуса.
Арестованный и заключенный португальцами, был отправлен в Лиссабон, но бежал и вернулся в Нидерланды. Нанялся в торговый флот, позже в 1649 году вступил в Королевский военно-морской флот.
Мичманом участвовал в морских экспедициях против берберских пиратов (1650—1651), лейтенантом в первой англо-голландской войне (1652), капитаном корабля в 1656 году при осаде Данцига, в 1659 года — в войне против Швеции.
Участник экспедиции адмирала де Рюйтера к берегам Западной Африки и Америки.
Во время второй англо-голландской войны (1665) был назначен контр-адмиралом.
С 1666 — вице-адмирал.
Командовал нидерландским флотом во время Третьей англо-голландской войны. Отличился в четырёхдневном сражении и в Прибалтике. В ходе четырёхдневного сражения нанес тяжелую потерю англичанам: один из лучших их кораблей, Prince Royal, флагман адмирала Джорджа Эскью, сел на южную оконечность мели, где был захвачен голландцами под командованием Исаака Свирса и сожжен. Это был первый и последний случай в британской истории, когда столь высокопоставленный адмирал был взят в плен со своим кораблем. 
Адмирал Свирс был убит во время сражения у острова Тексел 21 августа 1673 года в результате прямого попадания в него вражеского 24-хфунтового ядра.
Именем адмирала был назван ракетный фрегат HNLMS «Исаак Свирс» (F 814) Королевских военно-морских сил Нидерландов (1965—1990).